# Muehlenbeckia florulenta
Muehlenbeckia florulenta es una especie de planta de la familia de las poligonáceas originaria de Australia. Se asocia a hábitats de humedales, especialmente los de las regiones áridas y semiáridas sujetas a ciclos de inundación intermitente y secos.

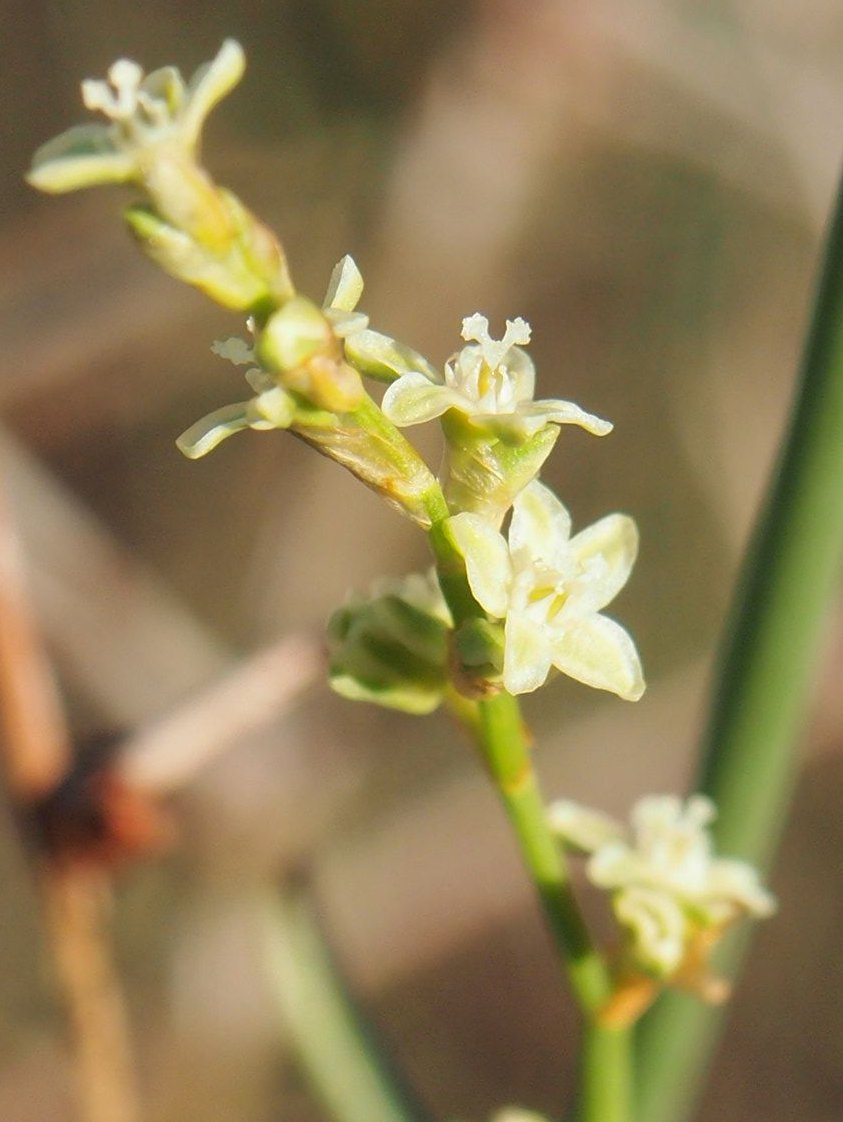
Flores

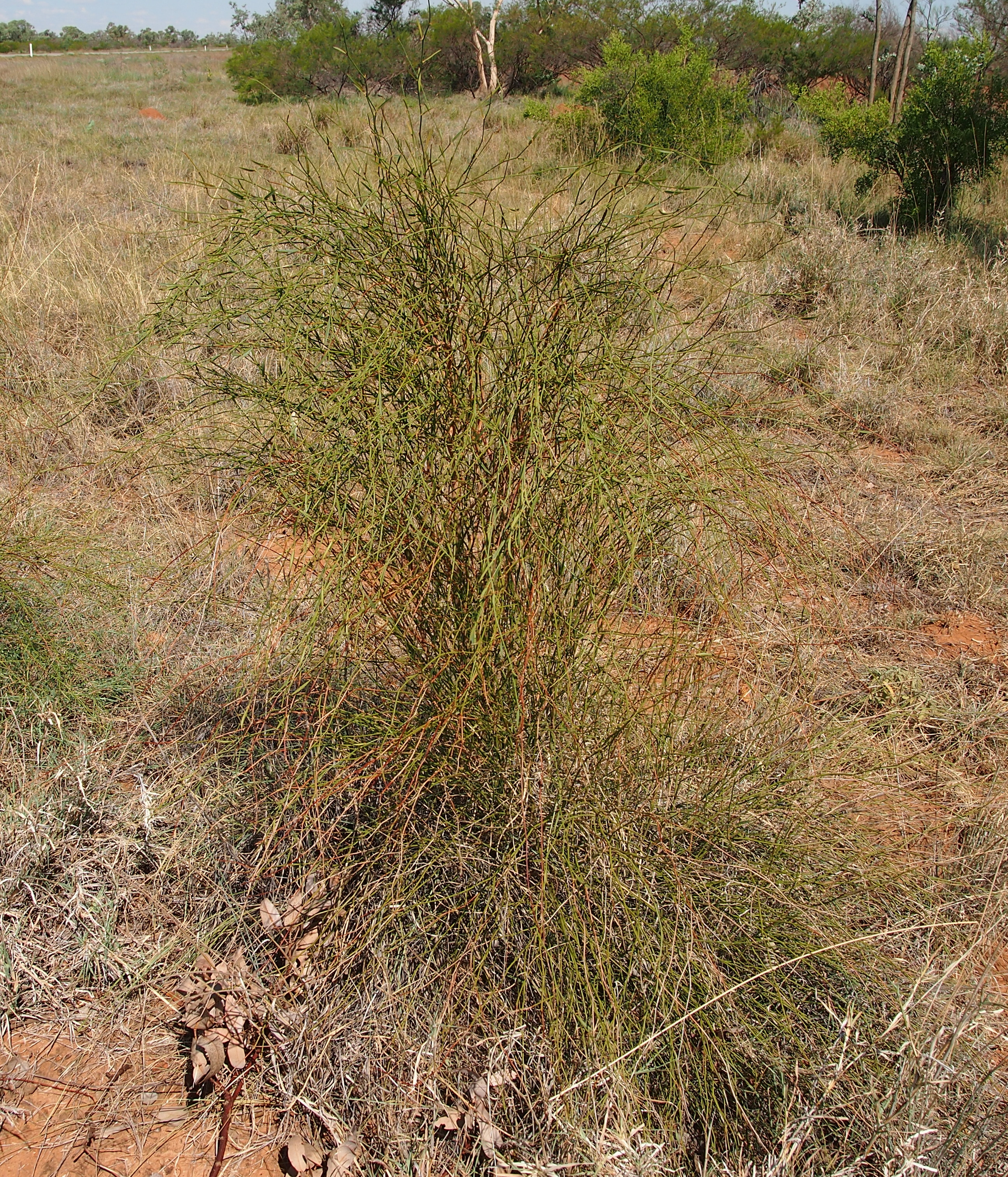
Vista de la planta

## Descripción
Muehlenbeckia florulenta es una planta perenne, arbusto monoico que crece hasta un tamaño de 2,5 m de altura, con una multitud de ramas delgadas entrelazadas y enredadas y ramillas que forman densos matorrales con exclusión de otras especies. Sus delgadas y estrechas hojas miden 15-70 mm de largo y 2-10 mm de ancho. Los tallos de color gris-verde a menudo terminan en una punta afilada. Las flores son pequeñas y de color crema a amarillento, solitarias o agrupadas a lo largo de las ramillas y que se producen durante la mayor parte del año. El fruto es  seco, y de 5 mm.
Muehlenbeckia florulenta aparece a menudo sin hojas o como  hojas pequeñas que pronto se mueren, especialmente en condiciones secas. Las hojas nuevas y los brotes se producen rápidamente en respuesta a las lluvias o inundaciones. La planta cuenta con un sistema radicular muy profundo, penetrando en el suelo por lo menos a 3 m de profundidad. Es altamente tolerante a la salinidad y la sequía y puede ser utilizado como un indicador de la salinidad de los suelos de tierras secas.  Debido a su hábito de crecimiento densamente enmarañado, proporciona hábitat protegido de cría para la fauna nativa, como las aves acuáticas, aunque también pueden proporcionar refugio a especies de plagas, tales como jabalíes, zorros y conejos.

## Distribución y hábitat
Muehlenbeckia florulenta se encuentra en todos los estados continentales de Australia, así como el Territorio del Norte. Hábitats preferidos de la planta incluyen las llanuras de inundación, pantanos, gilgais y otras áreas intermitentemente inundados. En el sur de Australia a menudo se asocia con Eucalyptus camaldulensis y Eucalyptus largiflorens.

## Taxonomía
Muehlenbeckia florulenta fue descrita por Carl Meissner y publicado en Prodromus Systematis Naturalis Regni Vegetabilis 14: 146. 1856.
Etimología
Muehlenbeckia: nombre genérico que fue otorgado en honor del briólogo alemán Heinrich Gustav Mühlenbeck (1798–1845).
florulenta: epíteto latíno que significa "con abundantes flores".
Sinonimia
- Muhlenbeckia cunninghami orth. var. F.Muell.
- Polygonum cunninghamii Meisn.
- Polygonum junceum T.Mitch. nom. inval.[7]